# Iphiaulax bohemani
Iphiaulax bohemani är en stekelart som först beskrevs av Holmgren 1868.  Iphiaulax bohemani ingår i släktet Iphiaulax och familjen bracksteklar. Utöver nominatformen finns också underarten I. b. habesiensis.